# Jan Litewski
Jan Hipolit Litewski (ur. 2 stycznia 1893 w Raciążu, zm. 11 września 1939 pod Długoborzem) – podpułkownik kawalerii Wojska Polskiego.

## Życiorys

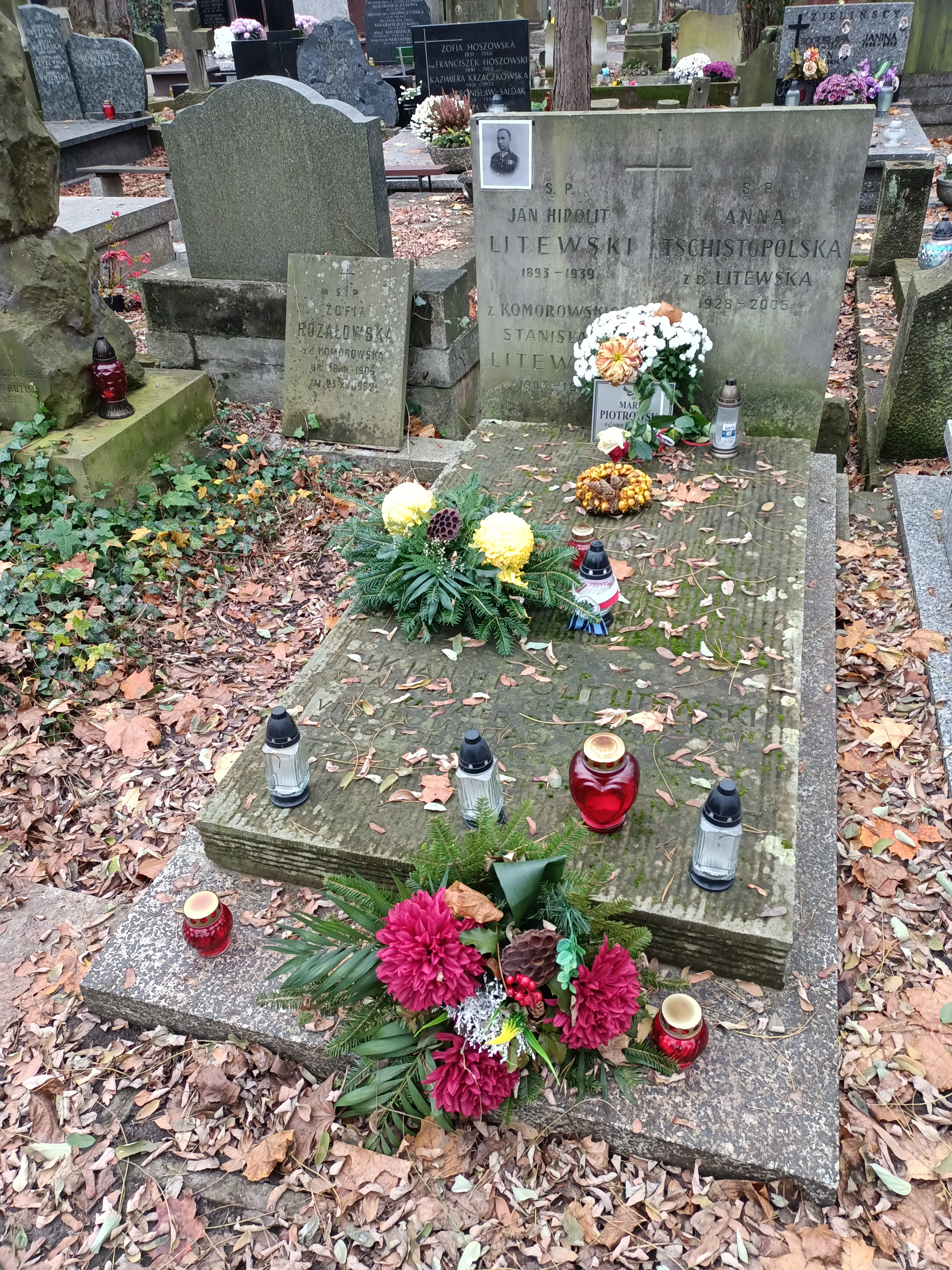
Grób Jana Hipolita Litewskiego na cmentarzu Powązkowskim

Urodził się 2 stycznia 1893 w Raciążu w rodzinie Witalisa i Stanisławy z Jerzmanowskich. Ukończył 6 klas gimnazjum w Płocku. W 1905 brał udział w strajku szkolnym. Od 13 stycznia 1915 w składzie szwadronu Legionu Puławskiego. Absolwent Oficerskiej Szkoły Kawalerii w Twerze. Od grudnia 1917 w I Korpusie Polskim w Rosji w szeregach 1 pułku ułanów Krechowieckich. Po rozwiązaniu Korpusu Polskiego w Warszawie brał udział w rozbrajaniu niemieckich żołnierzy w listopadzie 1918. Do grudnia 1918 jako dowódca plutonu odtworzonego 1 pułku ułanów Krechowieckich brał udział w odsieczy Lwowa. Odznaczony za udział Orderem Virtuti Militari.
W uzasadnieniu VM zapisano „operując plutonem od strony Drozdowicz na Nowe miasto /Galicja/ nie bacząc na silny ogień komp. ukraińskiej piechoty, przeprowadził szarżę na okopy. Mimo czterokrotnej przewagi Ukraińców, działając tylko białą bronią, zdobył km i pozostawił na polu około 40 nieprzyjaciół, a resztę wziął do niewoli”.
Następnie w 1921 szkolił się w Centrum Wyszkolenia Kawalerii. 18 lutego 1928 awansował na majora ze starszeństwem z 1 stycznia 1928 i 16. lokatą w korpusie oficerów kawalerii. W kwietniu tego roku został przesunięty ze stanowiska oficera materiałowego na stanowisko kwatermistrza pułku. W marcu 1931 został przesunięty ze stanowiska kwatermistrza na stanowisko zastępcy dowódcy pułku. 17 stycznia 1933 został awansowany do stopnia podpułkownika ze starszeństwem z dniem 1 stycznia 1933 i 9. lokatą w korpusie oficerów kawalerii. 4 lipca 1935 został przeniesiony do Centrum Wyszkolenia Kawalerii w Grudziądzu na stanowisko komendanta Szkoły Podchorążych Kawalerii. 
14 maja 1938 roku objął dowództwo 1 pułku Ułanów Krechowieckich w Augustowie. Na czele pułku walczył w kampanii wrześniowej. 11 września 1939 zginął pod Długoborzem od bratobójczego ognia żołnierzy II batalionu 71 pułku piechoty. Rano 12 września został pochowany pod polną gruszą, w lesie, 0,5 km na północny zachód od wsi Dąbrowa Wielka. Ekshumowany i pochowany 8 maja 1956 w grobie rodzinnym na cmentarzu Powązkowskim w Warszawie (kwatera 282 wprost-6-23). Pośmiertnie awansowany do stopnia pułkownika.
Był żonaty ze Stanisławą z Komorowskich (1903–1991), z którą miał dwie córki: Annę Stanisławę po mężu Tschistopolską (1928–2006) i Marię Teresę (ur. 1930).

## Awanse
- podporucznik - 1919
- porucznik - 1921
- rotmistrz - 1922
- major - 1928
- podpułkownik - 1933
- pułkownik - pośmiertnie

## Ordery i odznaczenia
- Krzyż Złoty Orderu Wojennego Virtuti Militari nr 123[17] (pośmiertnie)[13][16]
- Krzyż Srebrny Orderu Wojskowego Virtuti Militari nr 2611[2] (1921)[18]
- Krzyż Niepodległości (25 lipca 1933)[19][16]
- Krzyż Kawalerski Orderu Odrodzenia Polski[16]
- Krzyż Walecznych (czterokrotnie, po raz pierwszy w 1921[20], po raz 3 i 4 w 1922[21])[16]

Jan Litewski na koniu

- Jan Litewski na koniuZłoty Krzyż Zasługi (10 listopada 1928)[22][16]
- Medal Pamiątkowy za Wojnę 1918–1921[23]
- Medal Dziesięciolecia Odzyskanej Niepodległości[23]
- Medal Zwycięstwa („Médaille Interalliée”)[23]

## Upamiętnienie
Tablica pamiątkowa płk. Jana Hipolita Litewskiego w krużgankach kościoła św. Antoniego z Padwy przy ul. Senatorskiej 31 w Warszawie.

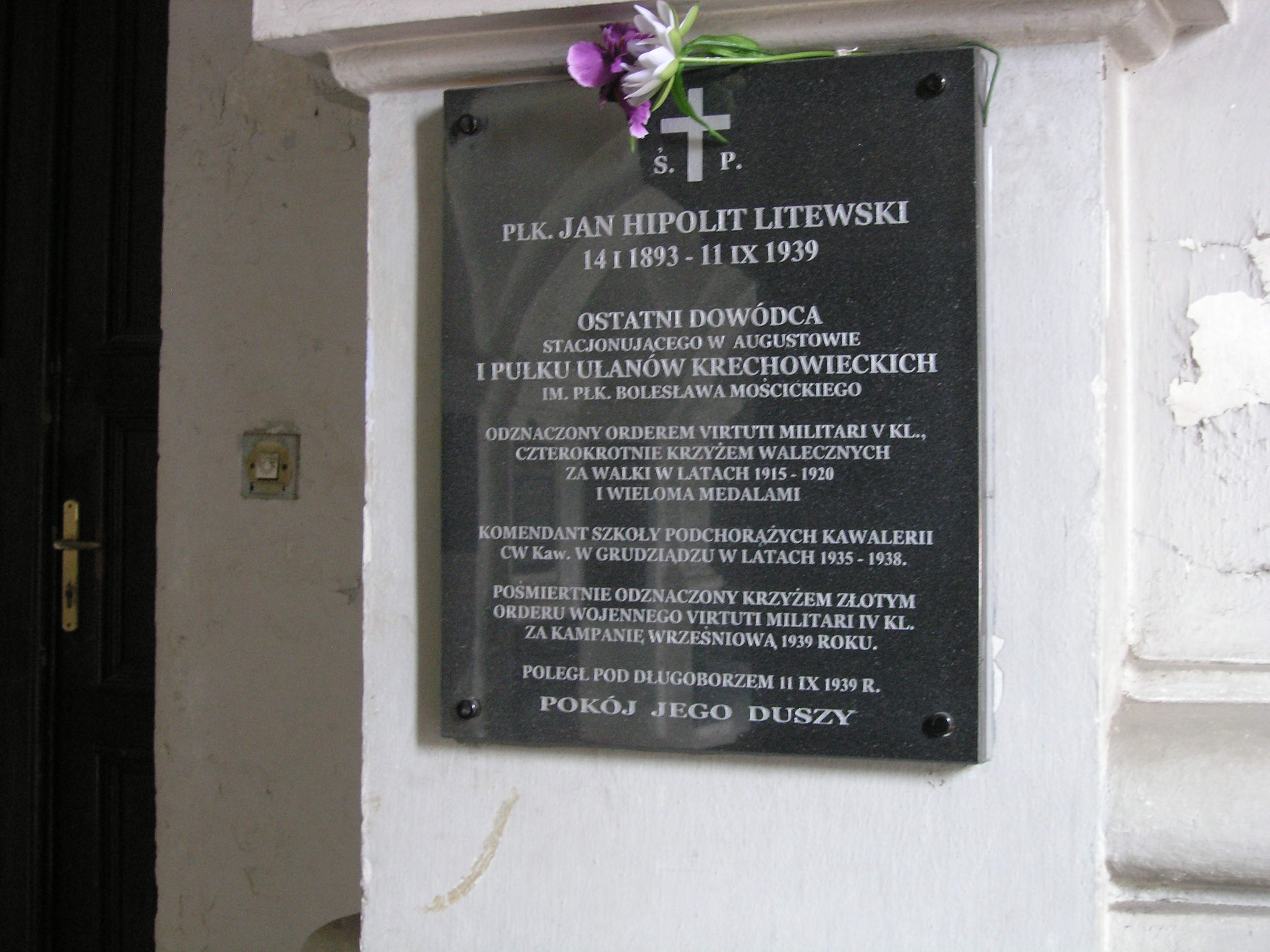
Tablica upamiętniająca Jana Hipolita Litewskiego w krużganku kościoła św. Antoniego Padewskiego w Warszawie